# ホセ・パスカル・アルバ・セバ
パスク（Pascu）ことホセ・パスカル・アルバ・セバ（José Pascual Alba Seva、2000年4月2日 - ）は、スペイン・サンタ・ポラ出身のサッカー選手。FCドルトレヒト所属。ポジションはMF。

## クラブ経歴
バレンシアCFのカンテラ出身で、2020年8月24日にADOデン・ハーグと2年契約を結んだ。同年9月27日、エールディヴィジのフェイエノールト戦 (2-4) で移籍後初出場。
2021年7月9日、FCドルトレヒトに移籍。